# Бени Суејф (гувернорат)
Бени Суејф је један од 27 гувернората Египта. Заузима површину од 1.322 km². Према попису становништва из 2006. у гувернорату је живело 2.290.527 становника. Главни град је Бени Суејф.

## Становништво
| 2006.     | 2012. (процена) |
| --------- | --------------- |
| 2.290.527 | 2.597.000       |